# Chavanac
Chavanac é uma comuna francesa na região administrativa da Nova Aquitânia, no departamento de Corrèze. Estende-se por uma área de 9,85 km². Em 2010 a comuna tinha 52 habitantes (densidade: 5,3 hab./km²).